# ليوبولد الثالث، مارغريف النمسا
القديس ليوبولد الثالث أو ليوبولد الثالث مارغريف النمسا (1073 - 15 نوفمبر 1136)؛ والمعروف أيضا بـ ليوبولد الطيب؛ كان مارغريف النمسا من 1095 حتى وفاته في 1036، كان عضواً في أسرة بابنبيرغ، تم تطويبه في 6 يناير 1485، وأصبح شفيع النمسا والنمسا السفلى والنمسا العليا وفيينا ويوم عيده هو 15 نوفمبر.

## حياته
ليوبولد هو ابن ليوبولد الثاني، مارغريف النمسا وإيدا من فورمباخ-راتلنبيرغ، خلف ليوبولد والده في 1096 عندما كان في الثالثة العشرين من العمر، تزوج ليوبولد مرتين أولا من ماريا دي بيرغ ذي أصول النمساوية، ومع وفاتها في 1105 تزوج من أغنيس أرملة دوق شوابيا وشقيقة الإمبراطور هاينريش الخامس بزواجه هذا أدى إلى أرتفاع مكانة أسرة بابنبيرغ.
ليوبولد قام بإنشاء دير كلوستيرنيوبورغ في 1108؛ وفقاً لأسطورة ظهرت له مريم العذراء التي أدلته إلى مكان حجاب زوجته أغنيس التي فقدته منذ عدة سنوات، في مكان الدير نفسه، وسرعان ما تم توسيع هذه المستوطنة وأصبحت مقر أقامته.
وأيضا قام بتأسيس عدة أديرة أخرى، التي كانت مغطاة إلى حد كبير بالغابات، كل هذا تسبب في تقديسه في 1485.
وأيضا عزز ليوبولد في تطوير المدن من أمثال كلوستيرنيوبورغ وفيينا وكريمس، وأيضا مُنح له صك العملة ولكنه لم يكن ذو أهمية كبيرة.
وأيضا في عهده ظهرت أول النصوص الأدبية في النمسا والتي حملها من أمثال هاينريش دي ميلك وآفا فون جوتفايج (أول شاعرة يذكر اسمها في الأدب الألماني).
مع وفاته في 1136 خلف ابنه ليوبولد الرابع، ودفن في دير كلوستيرنيوبورغ الذي أسسه، وفي 1663 أعلن حاكم النمسا الذي حمل نفس الاسم ليوبولد الأول شفيعاً لنمسا بدلا من القديس كولومان، لاحق في 1805 كتب مايكل هايدن شقيق الأكبر لـ يوزف هايدن القداسة تكريماً لـ ليوبولد.

## الصور

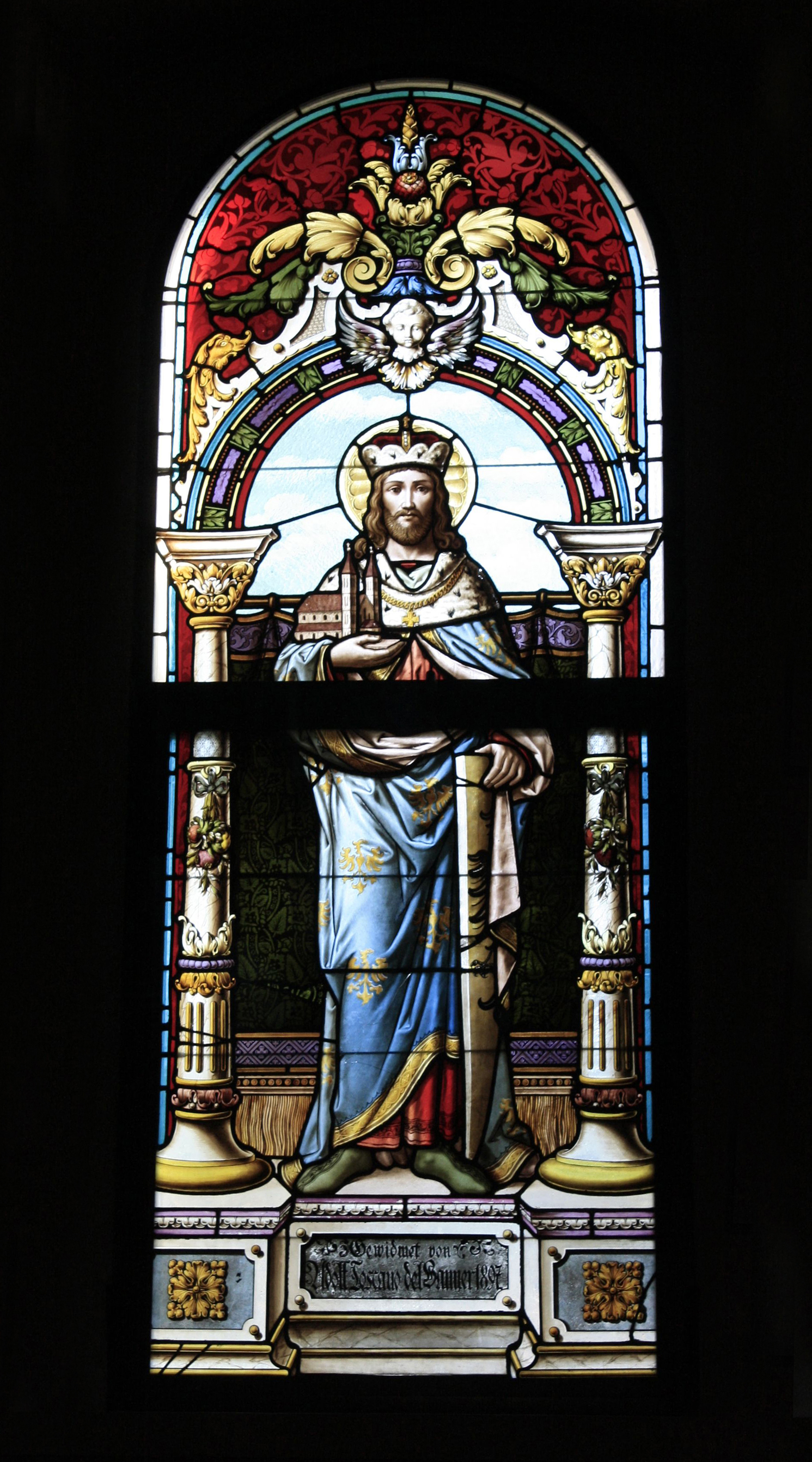
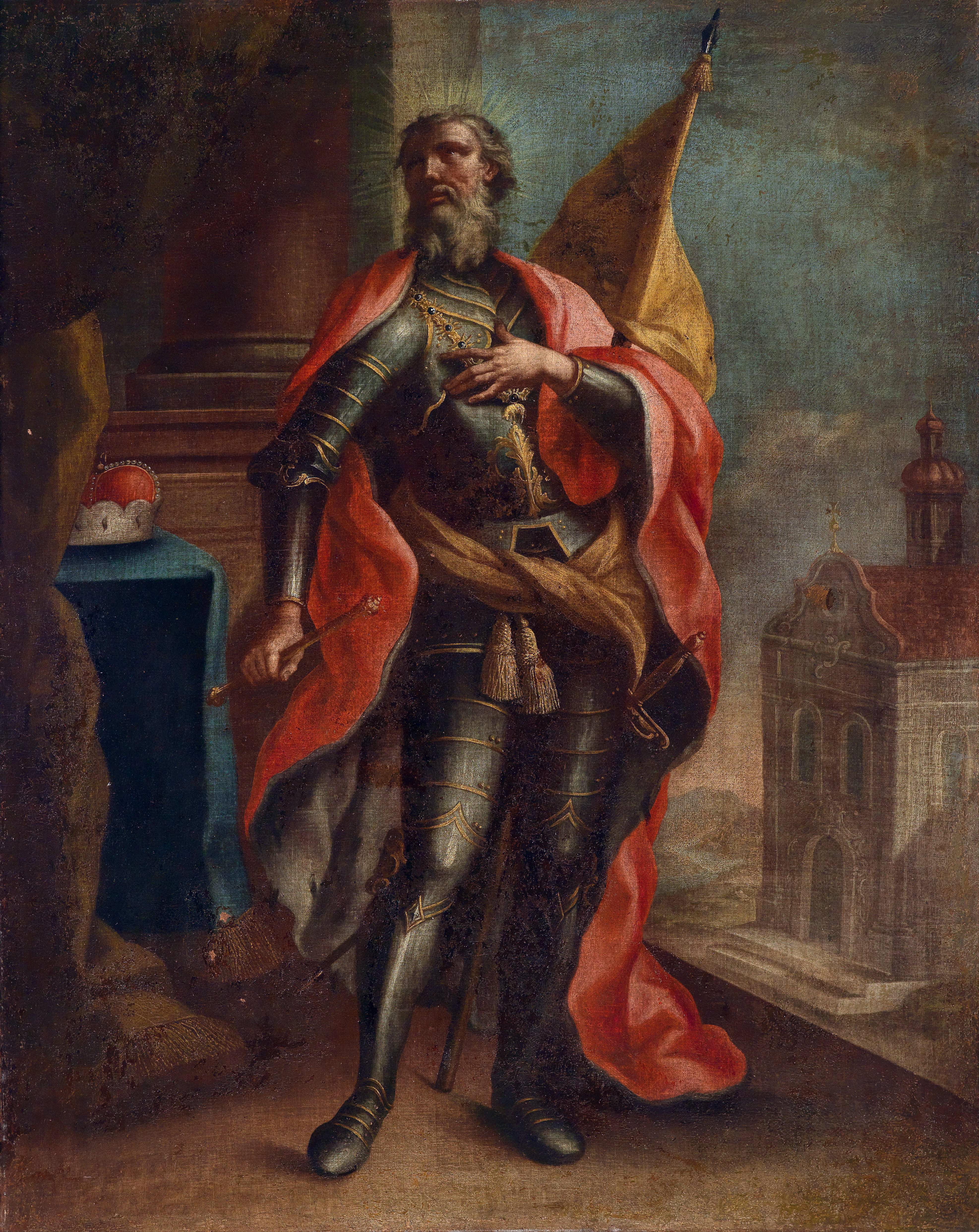
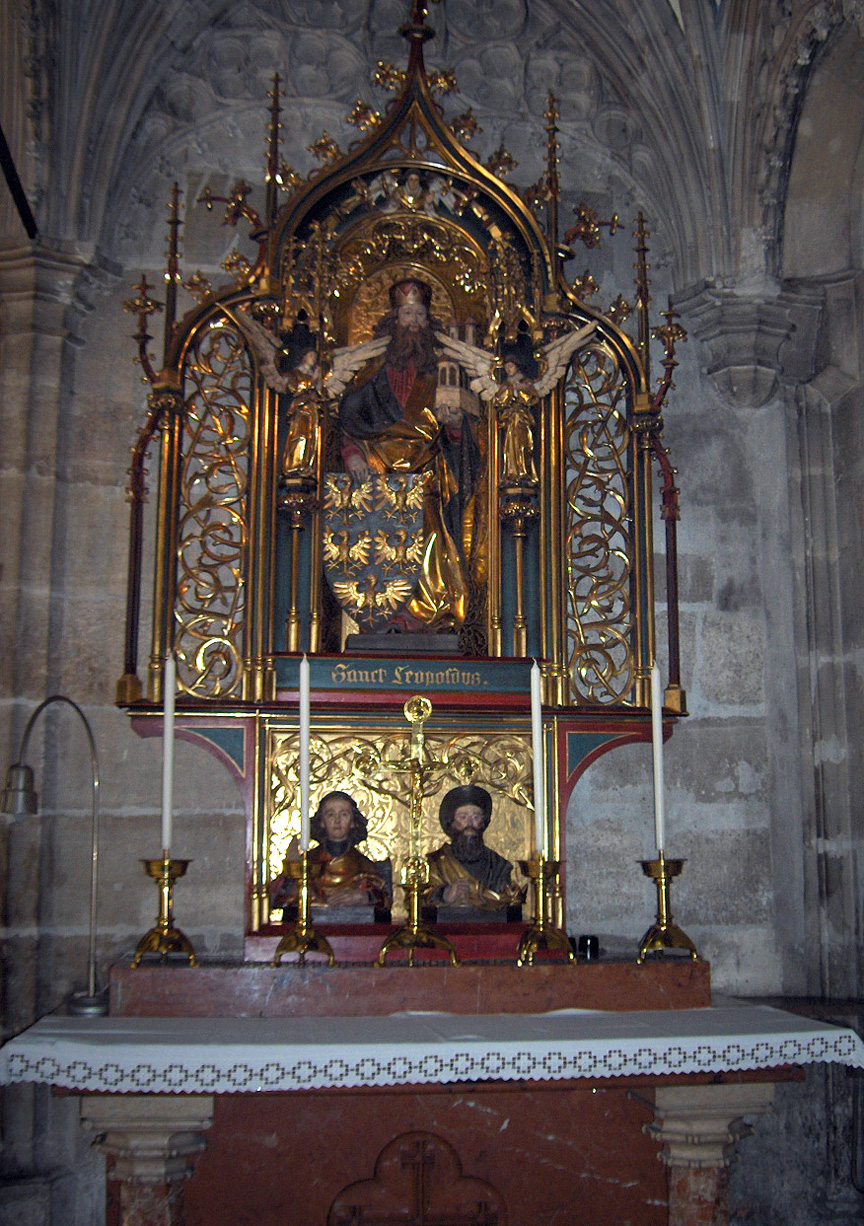